# كرة الفيفا الذهبية 2014
كرة الفيفا الذهبية 2014 (بالفرنسية: FIFA Ballon d'Or 2014) هي جائزة فردية عالمية تمنح لأفضل لاعب كرة قدم في سنة 2014. تعتبر جائزة هذه السنة هي النسخة التاسعة والخمسين لجائزة الكرة الذهبية التي بدأت سنة 1956 والتي كانت تمنح من مجلة فرانس فوتبول، بينما هي النسخة الخامسة من كرة الفيفا الذهبية التي هي نتيجة اندماج الجائزة التي تقدمها فرانس فوتبول والفيفا سنة 2010.

أسماء المرشحين ال23 تم إعلانهم في 28 أكتوبر 2014، بينما الإعلان عن الثلاثة المرشحين النهائيين في 1 ديسمبر، في حين سيكون حفل الإعلان عن أفضل لاعب في العالم في 12 يناير 2015.

توزع في حفل الجائزة عدة جوائز أخرى كأفضل هدف وأفضل 11 لاعب وجائزة اللعب النظيف وأفضل مدرب وغيرها.
فاز بالكرة الذهبية لسنة 2014 اللاعب البرتغالي كريستيانو رونالدو وذلك لثاني مرة على التوالي ولثالث مرة في تاريخه. قدمت الحفل المذيعة البريطانية كايت عبدو.

## الكرة الذهبية للرجال
في أواخر أكتوبر/تشرين الأول عام 2014، كشفت الإتحادية الدولية لكرة القدم عن اللائحة المختصرة لكرة الفيفا الذهبية، وجائزة الفيفا لأفضل لاعبة في العالم، وجائزتي مدربي العام للرجال والسيدات. اللائحة المختصرة لجوائز السيدات كشفت في 24 أكتوبر/تشرين الأول، واللائحة المختصرة لجوائز الرجال كشفت في 28 أكتوبر/تشرين الأول.

نتائج كرة الفيفا الذهبية لعام 2014 كانت :
| الرتبة | اللاعب            | الفريق       | نسبة التصويت |
| ------ | ----------------- | ------------ | ------------ |
| 1      | كريستيانو رونالدو | ريال مدريد   | 37.66%       |
| 2      | ليونيل ميسي       | برشلونة      | 15.76%       |
| 3      | مانويل نوير       | بايرن ميونيخ | 15:72%       |

وكانت قائمة 20 لاعبا الباقين المرشحين للجائزة كالتالي :
| المرتبة | اللاعب              | النادي                      | التصويت |
| ------- | ------------------- | --------------------------- | ------- |
| 4       | آريين روبن          | بايرن ميونيخ                | 7.17%   |
| 5       | توماس مولر          | بايرن ميونيخ                | 5.42%   |
| 6       | فيليب لام           | بايرن ميونيخ                | 2.90%   |
| 7       | نيمار               | برشلونة                     | 2.21%   |
| 8       | خاميس رودريغيز      | نادي موناكو/ ريال مدريد     | 1.47%   |
| 9       | توني كروس           | بايرن ميونيخ/ ريال مدريد    | 1.43%   |
| 10      | أنخل دي ماريا       | ريال مدريد/ مانشستر يونايتد | 1.29%   |
| 11      | دييغو كوستا         | أتليتكو مدريد/ تشيلسي       | 1.02%   |
| 12      | غاريث بايل          | ريال مدريد                  | 1.00%   |
| 13      | زلاتان إبراهيموفيتش | باريس سان جيرمان            | 1.00%   |
| 14      | يحيى توريه          | مانشستر سيتي                | 0.86%   |
| 15      | ماريو غوتزه         | بايرن ميونيخ                | 0.84%   |
| 16      | كريم بن زيمة        | ريال مدريد                  | 0.75%   |
| 17      | أندريس إنييستا      | برشلونة                     | 0.67%   |
| 18      | باستيان شفاينشتايغر | بايرن ميونيخ                | 0.57%   |
| 19      | خافيير ماسكيرانو    | برشلونة                     | 0.55%   |
| 20      | تيبو كورتوا         | أتليتكو مدريد/ تشيلسي       | 0.51%   |
| 21      | إدين هازارد         | تشيلسي                      | 0.47%   |
| 22      | بول بوغبا           | جوفنتوس                     | 0.40%   |
| 23      | سيرجيو راموس        | ريال مدريد                  | 0.33%   |

## الكرة الذهبية للسيدات
| الرتبة | اللاعبة     | الفريق                      | نسبة التصويت |
| ------ | ----------- | --------------------------- | ------------ |
| 1      | نادين كيسلر | بريزبان رور                 | 17.52%       |
| 2      | مارتا       | تيريسو أف أف أف سي روزنغارد | 14.16%       |
| 3      | آبي وامباك  | وسترن نيويورك فلاش          | 13.33%       |

تم الإعلان عن قائمة المرشحات من قبل الفيفا في 24 أكتوبر 2014 وهن:
| الرتبة | اللاعبة        | الفريق               | نسبة التصويت |
| ------ | -------------- | -------------------- | ------------ |
| 4      | نادين آنجرير   | بورتلند تورنس أف سي  | 13.16%       |
| 5      | أيا مياما      | أوكاياما يونوغو بيل  | 10.48%       |
| 6      | لويزا نسيب     | أولمبيك ليون للسيدات | 7.18%        |
| 7      | ناهومي كواسومي | إناك كوبي ليونيسا    | 6.51%        |
| 8      | فيرونيكا بوكات | أف أف سي فرانكفورت   | 6.15%        |
| 9      | لوتا شيلان     | أولمبيك ليون للسيدات | 6.06%        |
| 10     | نيلا فيشر      | في أف أل فولفسبورغ   | 5.45%        |

## مدرب السنة لكرة القدم رجال
| الرتبة | المدرب         | الفريق        | نسبة التصويت |
| ------ | -------------- | ------------- | ------------ |
| 1      | يواخيم لوف     | منتخب ألمانيا | 36.23%       |
| 2      | كارلو أنشيلوتي | ريال مدريد    | 22.06%       |
| 3      | دييغو سيميوني  | أتلتيكو مدريد | 19.02%       |

قائمة المرشحين:
| الرتبة | المدرب          | النادي/المنتخب                           | النسبة |
| ------ | --------------- | ---------------------------------------- | ------ |
| 4      | جوسيب غوارديولا | بايرن ميونخ                              | 8.67%  |
| 5      | جوزيه مورينيو   | تشيلسي                                   | 6.16%  |
| 6      | لويس فان خال    | مانشستر يونايتد ومنتخب هولندا لكرة القدم | 3.15%  |
| 7      | أليخاندرو سابيا | منتخب الأرجنتين لكرة القدم               | 2.21%  |
| 8      | أنطونيو كونتي   | يوفنتوس ومنتخب إيطاليا لكرة القدم        | 1.12%  |
| 9      | يورغن كلينسمان  | منتخب الولايات المتحدة لكرة القدم        | 0.71%  |
| 10     | مانويل بلغريني  | مانشستر سيتي                             | 0.67%  |

## مدرب السنة لكرة القدم سيدات
| الرتبة | المدرب       | الفريق                                      | نسبة التصويت |
| ------ | ------------ | ------------------------------------------- | ------------ |
| 1      | رالف كيلرمان | في أف أل فولفسبورغ                          | 17.06%       |
| 2      | مارن ماينر   | منتخب ألمانيا لكرة القدم تحت 20 سنة للسيدات | 13.16%       |
| 3      | نوريو ساساكي | منتخب اليابان لكرة القدم للسيدات            | 13.06%       |

قائمة المرشحين:
| الرتبة | المدرب                 | الفريق                                                                                  | نسبة التصويت |
| ------ | ---------------------- | --------------------------------------------------------------------------------------- | ------------ |
| 4      | بيا سانداج             | منتخب السويد لكرة القدم للسيدات                                                         | 11.22%       |
| 5      | فيليب بيرغيرو          | منتخب فرنسا لكرة القدم للسيدات                                                          | 9.81%        |
| 6      | بيتر ديديفبو           | منتخب نيجيريا لكرة القدم تحت 20 سنة للسيدات                                             | 9.81%        |
| 7      | مارتينا فوس تاكلينبورغ | منتخب سويسرا لكرة القدم للسيدات                                                         | 3.98%        |
| 8      | أساكو تاكيموتو         | منتخب اليابان لكرة القدم تحت 17 سنة للسيدات                                             | 9.47%        |
| 9      | خورخي فيدا             | منتخب إسبانيا لكرة القدم تحت 17 سنة للسيدات منتخب إسبانيا لكرة القدم تحت 19 سنة للسيدات | 4.17%        |
| 10     | لورا هارفي             | سياتل راين أف سي                                                                        | 9.62%        |

## فريق الفيفا/فيفبرو

تشكيلة الفيفا لسنة 2014.

آخر تحديث: 13 يناير 2015
| المركز | الاعب             | الجنسية   | النادي                    |
| ------ | ----------------- | --------- | ------------------------- |
| GK     | مانويل نوير       | ألمانيا   | بايرن ميونخ               |
| DF     | سيرجيو راموس      | إسبانيا   | ريال مدريد                |
| DF     | دافيد لويز        | البرازيل  | تشيلسي - باريس سان جيرمان |
| DF     | تياغو سيلفا       | البرازيل  | باريس سان جيرمان          |
| DF     | فيليب لام         | ألمانيا   | بايرن ميونخ               |
| MF     | أندريس أنييستا    | إسبانيا   | برشلونة                   |
| MF     | توني كروس         | ألمانيا   | بايرن ميونخ - ريال مدريد  |
| MF     | أنخيل دي ماريا    | الأرجنتين | ريال مدريد - بايرن ميونخ  |
| FW     | آريين روبن        | هولندا    | بايرن ميونخ               |
| FW     | ليونيل ميسي       | الأرجنتين | برشلونة                   |
| FW     | كريستيانو رونالدو | البرتغال  | ريال مدريد                |

## جائزة بوشكاش لأفضل هدف
الكولومبي خاميس رودريغيز هو الفائز بجائزة بوشكاش. فاز بها عن هدفه في مباراة منتخبه ضد الأوروغواي وذلك في 28 يونيو 2014 أثناء مباريات كأس العالم لكرة القدم 2014 في البرازيل، وكانت النتيجة النهائية 1:0 لكولومبيا. المتنافسين الآخرين هما ستيفاني روش وروبن فان بيرسي.

## جائزة الفيفا للعب النظيف
قدمت هذه الجائزة إلى:
- متطوعي كأس العالم لكرة القدم 2014 أي الأشخاص الذين تتطوعوا للعمل مدة كأس العالم.

## الجائزة الرئاسية
تقدم هذه الجائزة الرئاسية من قبل رئيس الفيفا جوزيف بلاتر إلى شخصية أو هيئة ساهمت اللعبة بطريقة أو بأخرى، وقدمت هذه السنة ل:
- هيروشي كاغاوا: لاعب ياباني سابق وصحفي رياضي حالي، ولد سنة 1924.

## مقالات ذات صلة
- جائزة الكرة الذهبية
- كرة الفيفا الذهبية
- مجلة فرانس فوتبول
- فيفا

## روابط خارجية
- الموقع الرسمي لكرة الفيفا الذهبية على موقع الفيفا.